# くすのきしげのり
くすのき しげのり（1961年 - ）は、日本の児童文学作家、童謡詩人。
徳島県出身。徳島大学卒業、鳴門教育大学大学院修了。教育関係の書籍では、楠茂宣 名義でも活動している。

## 略歴
徳島県立城北高等学校 在学中は文芸部に入り、大学在学中より児童文学の創作活動を始める。小学校教諭となった後も道徳や国語の時間の教材に使用する為に作品を書き続ける。
2002年に徳島県鳴門市立図書館副館長に着任、民間業者との共同運営や読書の推進活動に携わる。
2004年に脳梗塞となり数ヶ月入院、退院後のリハビリテーションを経て復帰する。この時の経験から2005年より「あなたの一日が世界を変える」の理念を世界に普及させる活動を始める。
2011年に26年間務めた教職を50歳を前に退職、「オフィス KUSUNOKI」を設立し児童文学作品などの創作や講演活動に専念する。
主な作品として、『おこだでませんように』、『メガネをかけたら』、『もぐらのサンディ』『いちねんせいの1年間』『すこやかな心を育む絵本』シリーズ、などがある。
日本児童文芸家協会会員、日本童謡協会会員、徳島児童文学会 会長、四国大学文学部非常勤講師（絵本・児童文学創作）、徳島大学総合科学部非常勤講師（道徳教育）。

## 受賞歴
- 1989年　第3回 毎日童謡賞 優秀賞 - 『いちにのさんかんび』[1]
- 1990年　第2回 国際少年少女合唱祭テーマソング 最優秀賞 -『そうさぼくらは地球の子ども』
- 1995年　第5回 新美南吉童話賞入賞 - 『あたたかい木』
- 1996年　ポプラ社「心があったかくなる話」公募優秀作品 - 『５月の青空』
- 創作童話・絵本・デジタル絵本コンテスト
  - 2001年　第2回 創作絵本部門 キッズエクスプレス21大賞 - 『もぐらのサンディ』絵：清宮哲[7]
  - 2010年　第11回 創作童話部門 産経新聞社賞 - 『ゆりの咲く村』[8]
- 2011年　第37回 阿波文化創造賞[注 3]
- 2011年　第2回 JBBY賞 バリアフリー図書の部門 -『おこだでませんように』絵：石井聖岳[9]
- ようちえん絵本大賞
  - 2011年　第3回 こどもがまんなかPROJECT賞 - 『ふくびき』絵：狩野富貴子[10]
  - 2011年　第3回 - 『おこだでませんように』、『ともだちやもんな、ぼくら』絵：福田岩緒
  - 2016年　第7回 - 『おかあしゃん。はぁい。』絵：岡田千晶[11]
- 2014年　第23回 けんぶち絵本の里大賞 びばからす賞 - 『メガネをかけたら』絵：たるいしまこ
- 2016年　第8回 とくしま芸術文化賞[12]

## 著作

### 1990年代
- いちにのさんかんび くすのきしげのり童謡集（1994年8月、教育出版センター、絵：渡辺あきお）978-4763243225
- 心を育てる絵本のリスト 園で、学校で、家庭で、今、子どもといっしょに読みたい絵本（1999年7月、高文堂出版社、共著：森下雅子・吉成悦子）978-4770706256